# Бреммер, Ричард
Ри́чард Бре́ммер (англ. Richard Bremmer; род. 27 января 1953, Уорикшир, Англия) — британский актёр.
Родился и вырос в Уорикшире.
Окончил Роуз Бруфорд колледж (Rose Bruford College) в Лондоне.
Стать актером было заветной мечтой с раннего детства. Чтобы воплотить её в жизнь Бреммор, уехал в США, там обучался актерскому мастерству в Университете Вальпараисо.
Первая кинокартина, в которой он снимался, - короткометражный фильм под названием «Куплерс и Робберс» в 1981 году. 
В 1980-е, 1990-е и 2000-е годы играл в Королевском Шекспировском театре и Королевском национальном театре. В числе ролей — Болинброк в пьесе «Ричард II» (1997).

## Фильмография
- «Чисто английское убийство» (1994—1996) — Иэн Уилсон / бармен Тэд (два эпизода)
- «Тринадцатый воин» (1999) — Скэлд
- «Гарри Поттер и философский камень» (2001) — лорд Волан-де-Морт
- «Ни жив, ни мертв» (2002) — Сонни Экволл
- «Убить короля» (2003) — Абрахам
- «Контроль» (2007) — отец Иэна Кёртиса
- «Питер Кингдом вас не бросит» (2009) — Стэн Геддик (один эпизод)
- «Ричард II» (2012) — Вестминстерский аббат (один эпизод)
- «Уильям Тёрнер» (2014) — Джордж Джонс
- «В сердце моря» (2015) — Бенджамин Фуллер
- «Беовульф» (2016) — Рот (один эпизод)
- «В пустыне смерти» (2018) — пожилой мужчина (один эпизод)